# Dioscore
Dioscore is een geslacht van vlinders van de familie spanners (Geometridae), uit de onderfamilie Geometrinae.

## Soorten
- D. ancyla Prout, 1924
- D. bicolor Warren, 1896
- D. fulgurata Warren, 1897
- D. homoeotes Prout, 1911
- D. melanomma Warren, 1907
- D. nereis Warren, 1911
- D. punctifimbria Warren, 1903
- D. thalassias Warren, 1903